# Maladie des langes bleus
 Mise en garde médicale
La maladie des langes bleus, syndrome de Drummond ou encore syndrome d'hypercalcémie familiale-néphrocalcinose-indicanurie, est une maladie héréditaire entraînant une mauvaise absorption isolée du tryptophane, très rare. Le tryptophane est alors dégradé par la flore intestinale en indican. Le nom provient du bleuissement des urines lorsque l'indican s'oxyde au contact de l'air.

## Historique
La maladie des langes bleus a été découverte en 1964 par K. N. Drummond. Elle a été décrite la même année dans l'article The blue diaper syndrome: Familial hypercalcemia with nephrocalcinosis and indicanuria; A new familial disease, with definition of the metabolic abnormality publié dans l'American Journal of Medicine.

## Épidémiologie
Le syndrome des langes bleus est un trouble métabolique extrêmement rare qui affecte les hommes et les femmes de manière équivalente. Au sein de la population, la prévalence de ce syndrome n'est pas connue.

## Symptômes
Les symptômes de cette maladie sont multiples, aussi bien physiques que mentaux : 
- les urines sont colorées en bleu (indicanurie).
- les malades sont victimes de perturbations intestinales.
- les malades ont de la fièvre.
- ils souffrent parfois d'irritabilité.

D'autres syndromes physiques liés à un retard mental ont été observés, comme le nanisme accompagné d'ostéosclérose, un nez aplati, un visage d'elfe, l'ossification prématurée du cartilage du crâne des nourrissons (craniosynostose) ou encore une bridation des yeux (épicanthus).
Les yeux sont aussi particulièrement touchés : 
- atrophie rétinienne périphérique.
- sclérose du canal optique et compression du nerf qui cause une atrophie optique.
- oscillation volontaire et saccadée du globe oculaire (nystagmus) causée par une perturbation de la coordination des muscles de l'œil.

Ces symptômes induisent des difficultés visuelles pour le patient.
Les complications possibles de cette maladie sont :
- une augmentation de la concentration en calcium dans le plasma (hypercalcémie)
- des dépôts calcaires dans les reins (néphrocalcinose)

## Génétique

La maladie des langes bleus est une maladie autosomale récessive.

La maladie des langes bleus est une maladie métabolique héréditaire. Elle est transmise suivant un mode autosomique récessif ou par le chromosome sexuel X.
Des études ont été menées sur les gènes LAT2  et TAT1 . D’après ces résultats d’études, ces gènes codent des protéines de transports de soluté et notamment pour la protéine (enzyme) permettant le transport et l’absorption du tryptophane.  
De plus, ils peuvent être soumis à des mutations entrainant ainsi un défaut d’absorption du tryptophane au niveau intestinal. Mais ce défaut d’absorption pourrait aussi provenir de substitution de base ou d’autres facteurs entravant le processus de transcription-traduction nécessaire à la production de cette protéine.

## Biologie
Le tryptophane est un acide aminé qui participe à la formation des protéines chez l’homme. Il est dit essentiel, ce qui signifie qu’il doit impérativement être apporté par l’alimentation car le corps humain est incapable d’en fabriquer. On le retrouve notamment dans les plantes et les micro-organismes. Il participe à la relaxation du corps, au fonctionnement du système immunitaire et peut aider à traiter l’insomnie.
Dans le cas du syndrome des langes bleus, c’est le métabolisme du tryptophane qui est défectueux. En effet, l’acide aminé ne va pas pénétrer dans la circulation sanguine. Cela est dû à un défaut de la protéine (mutation des gènes LAT2 TAT1) responsable du transport du tryptophane dans l’intestin.   

Ainsi, le tryptophane alimentaire ne peut pas être absorbé dans l’intestin. Il est transformé par la flore intestinale en indole. L’indole va pouvoir être absorbé par l’intestin, et va être transporté jusqu’au foie. Il va se produire une conjugaison hépatique qui transforme l’indol en indican (=indoxyl sulfate). Il est ensuite conjugué avec de l’acide sulfurique et de l’acide glucuronique pour être transformé en indican(=3-hydroxy indole). L’indican est un gaz incolore qui est soluble dans l’eau. Il est ensuite transporté vers les reins pour être excrété dans l’urine. Enfin, l’indican va s’oxyder au contact de l’oxygène atmosphérique et se transformer en bleu indigo qui est caractérisé par une couleur bleue. 

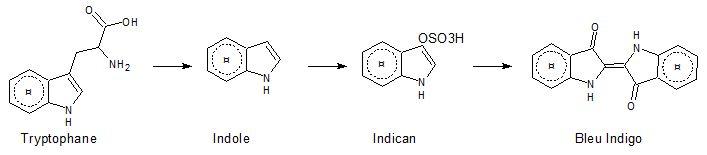
Transformation du Tryptophane en bleu indigo

## Diagnostic
Le diagnostic du syndrome des langes bleus s’appuie sur une vérification clinique rigoureuse, l’historique médical du patient, l’identification des symptômes caractéristiques et la présence d’indican dans un échantillon récent d’urine grâce au test d’Obermayer. Ce “test d’indican”, est rapide, peu coûteux, et ne nécessite pas beaucoup de matériel. Environ 5 ml d’urine sont mélangés avec le réactif d’Obermayer (chlorure de fer dans de l’acide chlorhydrique  et du chloroforme). La couleur de la solution obtenue est comparée à 4 étalons, référençant les cas positifs.
Le diagnostic final est posé après l’avoir confronté aux diagnostics différentiels (causes alimentaire, médicamenteuse et pathologie connue).
Une infection intestinale due à la bactérie Pseudomonas aeruginosa peut produire une coloration bleutée aux selles. Ce bleu dans les langes peut être confondu avec la Maladie des langes bleus bien que sa cause soit totalement différente. Cette infection peut aussi provoquer des diarrhées, de mauvaises habitudes alimentaires et une irritabilité.
Le « syndrome de la poche à urines violette » a un effet de coloration des urines très similaire au syndrome des langes bleu. Il touche principalement des femmes âgées, ayant une sonde urinaire depuis un certain temps. Cette coloration est en revanche due à une infection. La coloration violette semble être le résultat d’une réaction avec le polychlorure de vinyle composant la poche urinaire.

## Thérapeutique
Les enfants atteints de la maladie des langes bleus doivent suivre un régime spécial. Ce dernier va permettre un apport suffisant en énergie tout en limitant son impact sur les reins en évitant les aliments difficiles à épurer.
L'apport en calcium doit être diminué, on en trouve dans les laitages et les fruits secs ainsi que les légumes frais. L'apport en vitamine D doit également être limité. La vitamine D va augmenter l'absorption du calcium au niveau de l'intestin, à long terme une concentration trop importante en calcium va endommager le rein. Une consommation insuffisante pourrait entraîner une fragilité des os.
Le régime doit également être pauvre en protéines. Elles proviennent des viandes animales pour deux tiers et pour un tiers de sources végétales. À mesure l'organisme décompose les aliments protéiques, un déchet de l'urée se forme. Si l’urée n’est pas éliminée, le sang en contiendra trop, ce qui peut entraîner de la fatigue, des nausées, des maux de tête et un mauvais goût dans la bouche. Toutefois une consommation insuffisante de protéines peut entraîner une perte de poids et de masse musculaire ainsi qu'une sensibilité accrue aux infections.
Tous les aliments contenant une source importante de tryptophane doivent être évités. Les principaux aliments riches en tryptophane sont les aliments protéinés : viande, volaille, poisson, produits laitiers, noix de Cajou, soja, foie, graines de citrouille ou de melon d'eau, amandes, cacahouètes, levure de bière. Une alimentation dépourvue de tryptophane peut accélérer et aggraver les cas de rechute dépressive et augmenter l'agressivité. 
Un traitement antibiotique peut également être administré afin de réduire ou éliminer certaines bactéries intestinales responsables de ce syndrome.